# Anilocra acuta
Anilocra acuta är en kräftdjursart som beskrevs av Richardson 1910. Anilocra acuta ingår i släktet Anilocra och familjen Cymothoidae. Inga underarter finns listade i Catalogue of Life.